# Mario De Clercq
Mario De Clercq (Audenarde, 5 de marzo de 1966) es un ciclista belga ya retirado que fue profesional de 1991 a 2004. Combinaba el Ciclocrós y la carretera.
En la disciplina del ciclocrós ha sido campeón mundial élite en tres ocasiones (1998, 1999 y 2002). Tras su retirada se convirtió en director deportivo del conjunto Sunweb.
Su padre René De Clercq también fue ciclista profesional del Ciclocrós llegando a ser en 1971 tercero del Campeonato del mundo.

## Palmarés

### Ciclocrós
| 1996 - 3.º en el Campeonato de Bélgica de Ciclocrós 1997 - 2.º en el Campeonato de Bélgica de Ciclocrós 1998 - 3.º en el Campeonato de Bélgica de Ciclocrós - Campeonato Mundial de Ciclocrós 1999 - 2.º en el Campeonato de Bélgica de Ciclocrós - Campeonato Mundial de Ciclocrós - Copa del Mundo de Ciclocrós 2000 - 3.º en el Campeonato de Bélgica de Ciclocrós - 2.º en el Campeonato Mundial de Ciclocrós | 2001 - Campeonato de Bélgica de Ciclocrós - 3.º en el Campeonato Mundial de Ciclocrós 2002 - Ciclocross de Igorre - Campeonato de Bélgica de Ciclocrós - Campeonato Mundial de Ciclocrós 2003 - 2.º en el Campeonato Mundial de Ciclocrós 2004 - 2.º en el Campeonato de Bélgica de Ciclocrós - 2.º en el Campeonato Mundial de Ciclocrós |

### Ruta
1991
- 1 etapa de la Vuelta a los Valles Mineros

1995
- Tour de Vendée

## Resultados en las grandes vueltas
| Carrera              | 1991 | 1992 | 1993 | 1994 | 1995 | 1996 | 1997 | 1998 | 1999 | 2000 | 2001 | 2002 | 2003 | 2004 |
| -------------------- | ---- | ---- | ---- | ---- | ---- | ---- | ---- | ---- | ---- | ---- | ---- | ---- | ---- | ---- |
| Giro de Italia       | -    | -    | -    | -    | -    | -    | -    | -    | -    | -    | -    | -    | -    | -    |
| Tour de Francia      | -    | Ab.  | -    | Ab.  | Ab.  | -    | -    | -    | -    | -    | -    | -    | -    | -    |
| Vuelta a España      | Ab.  | -    | -    | -    | -    | -    | -    | -    | -    | -    | -    | -    | -    | -    |
| Mundial en Ruta      | -    | -    | -    | -    | -    | -    | -    | -    | -    | -    | -    | -    | -    | -    |
| Mundial de Ciclocrós | -    | -    | -    | -    | -    | -    | -    | 1º   | 1º   | 2º   | 3º   | 1º   | 2º   | 2º   |

-: no participa